# Personnalités liées à Nice
Pour un article plus général, voir Nice.

## Architectes et designers
- Sébastien-Marcel Biasini (1841-1913), architecte de l’hôtel Victoria palace à Cimiez
- Jean-Yves Claeys (1896-1978), né à Nice, architecte et archéologue
- Yves Bayard (1935-2008), né et décédé à Nice ; est notamment l'architecte du MAMAC de Nice et le concepteur de la Sculpture monumentale abritée.
- Charles Dalmas, né à Nice en 1863, mort à Nice en 1938 ; architecte de nombreux hôtels de Nice et de Cannes (Carlton, Miramar) et de nombreux palais niçois (également avec son fils Marcel Dalmas, du Palais de la Méditerranée à Nice).
- Pascal Morabito, né à Nice en 1945 d'une famille d'orfèvres d'origine italienne. Il est styliste et designer (notamment de bijoux et de maroquinerie).

## Artistes visuels
- Marcel Alocco, né à Nice le 8 février 1937, artiste Fluxus, connu surtout pour son travail sur les draps de lit et les Fragment du Patchwork. L'un des artistes de la première génération de l'École de Nice.
- Arman, né à Nice le 17 novembre 1928, mort à New York le 22 octobre 2005, artiste français, sculpteur et plasticien, célèbre pour ses accumulations.
- Marie Bashkirtseff, (1858-1884) diariste, peintre et sculptrice d'origine ukrainienne a habité de nombreuses années à Nice. Plusieurs de ses œuvres sont conservées au musée des beaux-arts Jules-Chéret.
- Chicco Beiso, artiste italien, vivant et travaillant à Nice.
- Louis Bréa, peintre italien du XVe siècle né à Nice vers 1450.
- Maurice Boitel, peintre figuratif français né en 1919. Il a peint à Nice entre 1978 et 1982[1].
- Hippolyte Caïs de Pierlas (1787-1868) sculpteur et peintre[2]. Il conçut la façade de l’église de Cimiez.
- Louis Cane, peintre et sculpteur contemporain français né à Nice en 1943. En 1961, il est entré à l'École nationale des Arts décoratifs à Nice.
- César, sculpteur, a eu un de ses ateliers dans le Vieux-Nice. Une de ses œuvres est exposée sur le parvis de l’Hôtel de Ville.
- Marc Chagall a habité de nombreuses années à Nice, où un musée lui est consacré.
- Jules Chéret, peintre et lithographe français mort à Nice le 23 septembre 1932. Maître dans l'art de l'affiche, il a été pour beaucoup dans la popularité du genre.
- Gaspare Di Caro, Artiste Luminographe. Peintre sculpteur locative art.
- Noël Dolla, artiste peintre et plasticien, membre fondateur du groupe Supports/Surfaces en 1968, est né à Nice en 1945.
- Raoul Dufy, mort en 1953 et enterré à Nice.
- Vincent Fossat, peintre niçois et italien né à Nice Saint-Barthélemy en 1822.
- Pierre Gastaud, peintre français, né à Nice en 1920.
- Olivier Garcin, artiste, poète et agitateur culturel vit à Nice depuis 1974.
- Claude Goiran, peintre né à Nice en 1960.
- Jihel, nom de plume de Jacques Lardie, journaliste, créateur de fanzines sur la politique à Nice[3].
- Yves Klein, né à Nice en 1928.
- Cyril de La Patellière, sculpteur, peintre, vit à Nice depuis 1967, Arts Déco de Nice et Villa Arson en 1972.
- Robert Malaval, né à Nice en 1937, mort le 8 ou 9 août 1980 à Paris, artiste "glam rock" souvent présenté comme le créateur d'une version française du Pop Art. Considéré comme faisant partie de l'École de Nice.
- Émile Mathon, peintre né à Paris en 1842, a travaillé à Nice, y est mort en 1899.
- Henri Matisse, 1869-1954, peintre figuratif français, ayant vécu à Nice l'essentiel de sa vie et y étant mort.
- Henri Mirande, né à Nice en 1887 et mort en 1955, peintre et illustrateur.
- Amedeo Modigliani a vécu quelques mois à Nice avec sa compagne Jeanne Hébuterne, elle y accouche de leur fille Giovanna en 1918.
- Raymond Moretti, né à Nice (1931-2005).
- Berthe Morisot (1841-1895 ). À partir de 1881, avec sa famille, ils résident plusieurs hivers à Nice.

Nice par Berthe Morisot
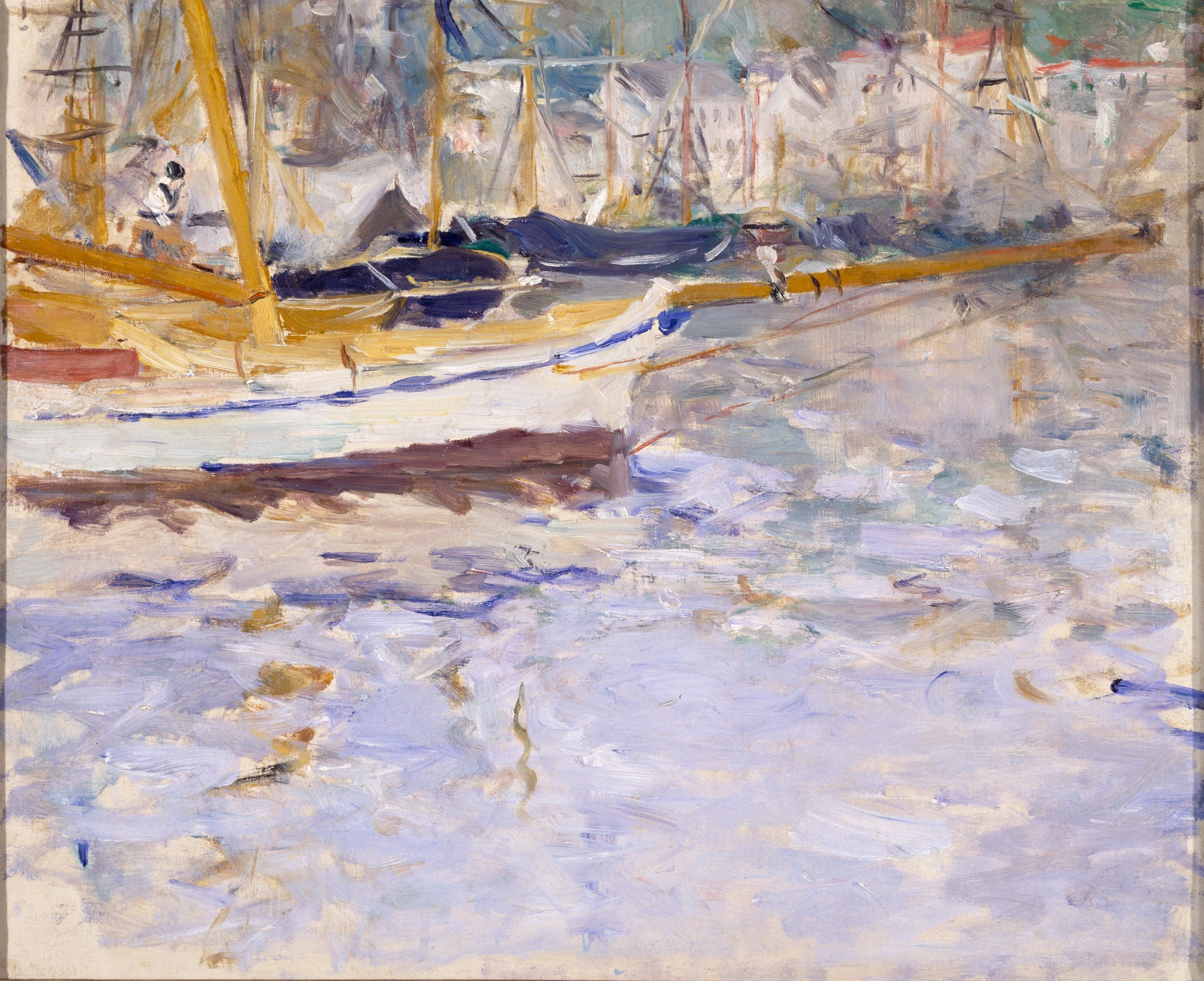
Le Port de Nice, 1881 Musée d'Art de Dallas
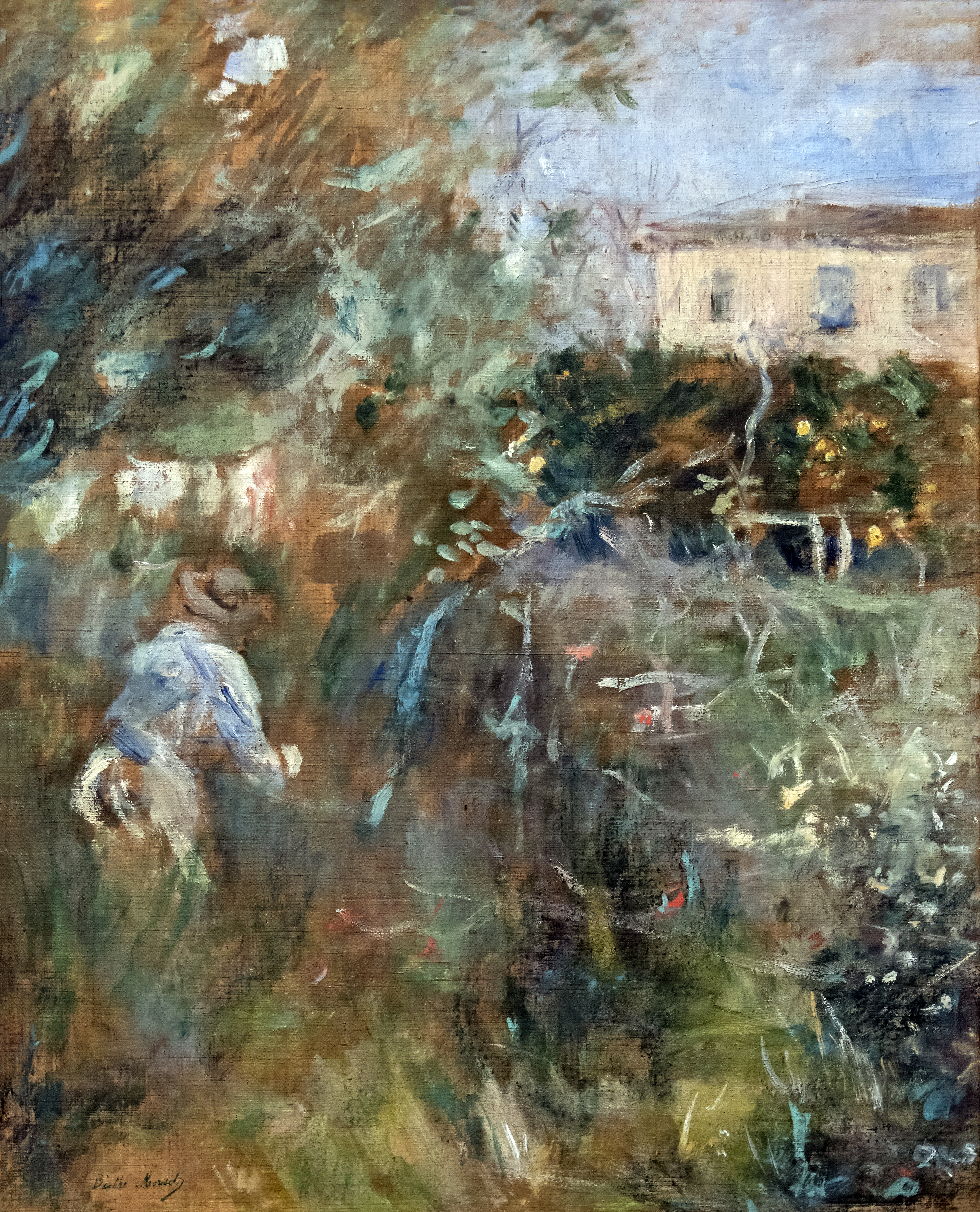
Femme au jardin (Villa Arnulphi à Nice) Fondation Bemberg, Toulouse
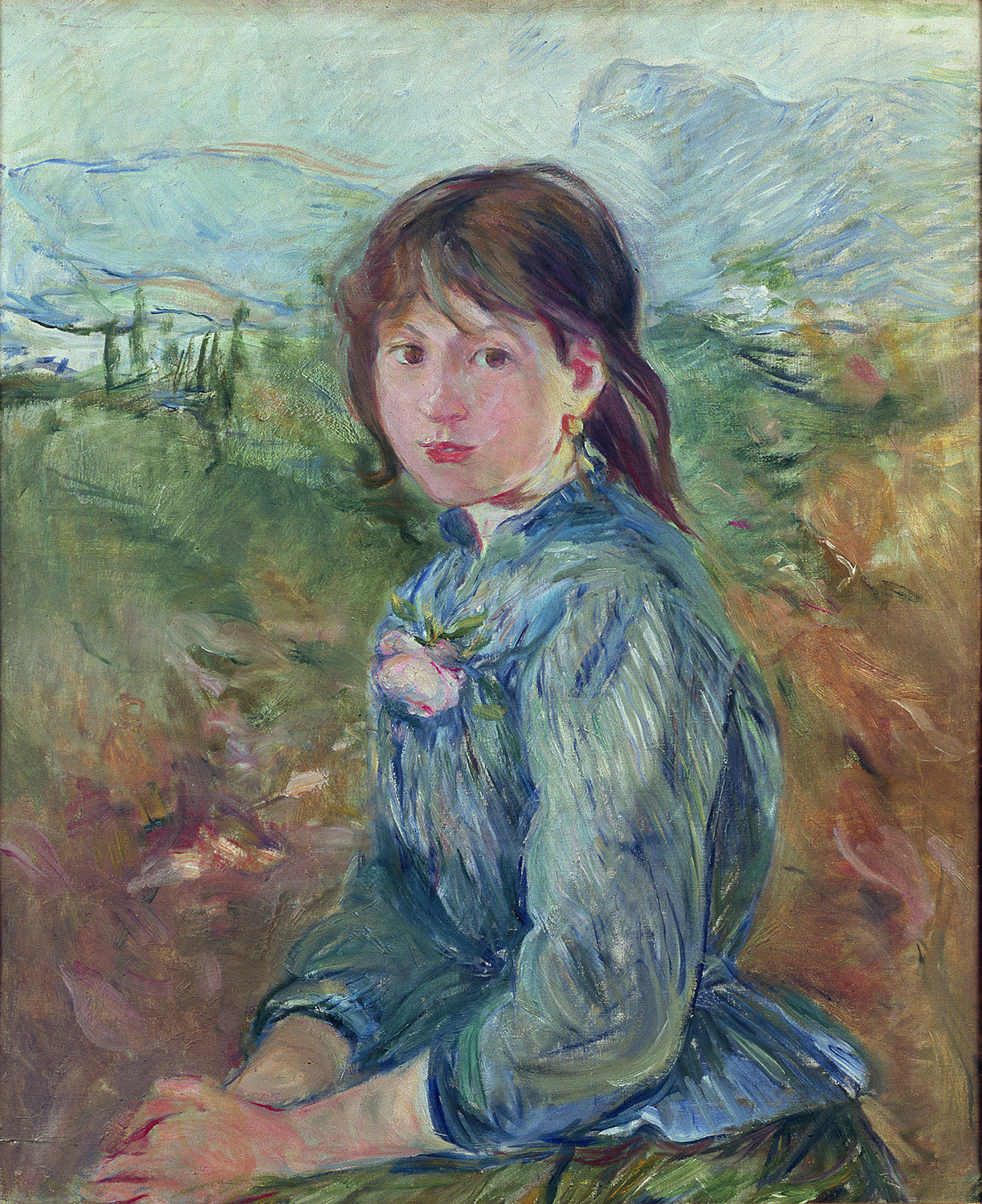
La Petite Niçoise, 1889 musée des beaux-arts de Lyon

- Alexis Mossa, peintre paysagiste niçois (1844-1926).
- Gustav-Adolf Mossa, fils du précédent, peintre symboliste niçois (1883-1971).
- Ernest Pignon-Ernest, né à Nice en 1942.
- Charles Pollaci, peintre figuratif né à Nice en 1907.
- Iris Raquin (1933-2016), peintre post-impressionniste, a vécu à Nice.
- Martial Raysse, peintre et sculpteur réalise ses premières œuvres à Nice. Est considéré comme faisant partie de l'École de Nice.
- Auguste Renoir, eut son atelier à Nice de 1911 à 1919 à l'angle de la rue Alfred-Mortier et du quai Saint-Jean-Baptiste. Une plaque commémorative y est apposé.
- Véronique Sabban (1967), artiste plasticienne contemporaine, née à Nice.
- Patrick Saytour, peintre contemporain né à Nice en 1935.
- Armand Scholtès (1935), peintre et dessinateur, vit à Nice depuis 1986.
- Sacha Sosno, sculpteur, peintre et plasticien a vécu une grande partie de sa vie à Nice. Il a publié la première théorie de l'École de Nice.
- Quentin Spohn, artiste contemporain spécialiste de la pierre noire, a vécu à Nice.
- Charles André Van Loo, né à Nice en 1705.
- Benjamin Vautier, dit Ben : artiste iconoclaste, membre du mouvement Fluxus, a vécu sur les hauteurs de Nice à Saint-Pancrace.
- Bernar Venet, sculpteur, assistant décorateur à l’Opéra de Nice à la fin des années 1950.
- Jean-Luc Verna, artiste, né à Nice.
- Sylvain Vigny (1903-1970), artiste peintre, vécut à Nice de 1934 à sa mort.

## Auteurs de bandes dessinées
- Edmond Baudoin, auteur de bandes dessinées, né à Nice en 1942.
- Philippe Bercovici, auteur de bandes dessinées, est né à Nice.
- François Corteggiani, scénariste de bandes dessinées, né à Nice en 1953.
- Faro, auteur de bandes dessinées, né à Nice.
- Jacques Ferrandez, auteur de bandes dessinées a passé son enfance à Nice.
- Paul Gordeaux, auteur des bandes dessinées. Né à Nice en 1891 mort à Nice en 1974.
- René Goscinny, créateur d'Astérix, enterré au cimetière du Château à Nice.
- Robert Hugues, dessinateur de bandes dessinées, né à Nice en 1931.
- Bob Leguay, dessinateur de bandes dessinées, né à Nice en 1926.
- Marc-René Novi, dessinateur de bandes dessinées, né à Nice en 1913.
- Georges Ramaïoli, auteur de bandes dessinées, né à Nice en 1945.
- Joann Sfar, auteur de bandes dessinées, né à Nice en 1971.

## Chanteurs
- Gilbert Bécaud, a passé son enfance à Nice[7]
- Marie-Paule Belle, a passé son enfance à Nice
- Bensé, auteur-compositeur-interprète, né à Nice le 18 avril 1980
- Lucie Bernardoni, chanteuse, née à Nice
- Freda Betti, artiste lyrique, née le 26 février 1924 à Nice et morte le 13 novembre 1979 à Nice
- Priscilla Betti, chanteuse et actrice, née à Nice le 2 août 1989
- Betty Bonifassi, chanteuse montréalaise née à Nice
- Mikaela Duplay, dite Miki, autrice-compositrice-interprète née à Nice en 1998
- Elton John, chanteur, possède une maison au Mont Boron sur les hauteurs de Nice[8]
- Jenifer, chanteuse née à Nice en 1982
- Jean-Félix Lalanne, né à Nice en 1962.
- Jil is Lucky, né à Nice en 1984, est auteur-compositeur-interprète français d'expression anglaise[9].
- Ben Mazué, est né à Nice en 1981.
- Medi, chanteur, né et a commencé sa carrière à Nice.
- Mika Mendes, chanteur de zouk / kizomba, né à Nice
- Georges Moustaki, chanteur, mort à Nice le 23 mai 2013[10]
- Christine Pilzer, chanteuse française, née à Nice en 1942.
- Julien Ribot, chanteur, auteur et compositeur, né à Nice en 1973
- Dick Rivers, né Hervé Forneri, chanteur de rock, né à Nice en 1945
- Baptiste W.Hamon, chanteur, auteur et compositeur, a vécu son enfance et adolescence à Nice
- Rose, née à Nice en 1978
- Santa, chanteuse née à Nice en 1991
- José Salcy, né à Nice le 18 juillet 1938
- Kayna Samet, chanteuse de soul, hip-hop et R'n'B, née en 1980 à Nice
- Zine, chanteuse en français et en niçard
- Carla Lazzari, chanteuse née à Nice en 2005
- Nekfeu, chanteur, rappeur, comédien né à La Trinité dans la banlieue niçoise en 1990

## Cinéma
- Zal Batmanglij, réalisateur et scénariste, né à Nice dans les années 1980.
- Bertrand Bonello, réalisateur, né à Nice en 1968
- Gilles Bourdos, réalisateur du film Renoir né à Nice
- Renée Dahon (1893-1969), actrice, née à Nice
- Louis Feuillade, cinéaste, décédé à Nice le 26 février 1925.
- Nicole Garcia, cinéaste[11]
- Cyril Gelblat, cinéaste, est niçois.
- Xavier Gens, cinéaste, a longtemps vécu à Nice et y a tourné ses premiers films amateurs[12].
- Jean Antoine Gili, est un critique cinématographique et historien du cinéma, né à Nice le 19 novembre 1938.
- André Hunebelle a fini ses jours à Nice.
- Marin Karmitz, exploitant, distributeur, producteur et réalisateur français, fondateur de la société MK2, immigre à Nice à l'âge de neuf ans.
- Abdellatif Kechiche. Le réalisateur de La vie d'Adèle, Palme d'Or 2013, a grandi à Nice.
- Jan Kounen, réalisateur, a grandi dans la région et a été étudiant à l'École des Arts Décoratifs de Nice (Villa Arson)[13],[14].
- Georges Lautner, réalisateur né à Nice. Il repose au cimetière du Château.
- René Prédal, historien du cinéma, né le 11 septembre 1941 à Nice[15].
- Jean-Pierre Mocky (1933-2019), cinéaste né à Nice.
- Alain Raoust, réalisateur né à Nice.
- Maurice Ronet, acteur et réalisateur, né à Nice en 1927.
- Philippe Sisbane, réalisateur, a grandi à Nice et est retourné y filmer Félix et les Loups[16].
- Nadine Trintignant, cinéaste née à Nice.
- Jean Vigo a vécu à Nice de 1928 à 1932 et y a tourné À propos de Nice, en 1930.
- Rayan Hamda Barhoumi, acteur et musicien, né à Nice dans les années 2000.

## Comédiens
- Pierre Asso, acteur né à Nice en 1904 et mort en 1974.
- Raoul Billerey, acteur, cascadeur et maître d'armes, né Nice en 1920. Mort en 2010.
- Sean Connery, acteur, a épousé une niçoise, l'artiste Micheline Roquebrune, et vivait dans sa villa du Mont Boron à Nice par intermittence.
- Mylène Demongeot, comédienne, née le 29 septembre 1935 à Nice.
- Sophie Duez, comédienne née à Nice.
- Marc Duret, comédien né à Nice.
- Armand Dutertre, acteur de cinéma, professeur au Conservatoire de Nice.
- Francis Gag, de son vrai nom Francis Gagliolo, auteur, comédien et metteur en scène (1900-1988)[17].
- Éric Génovèse, né le 12 août 1967 à Nice, acteur et metteur en scène français, sociétaire de la Comédie-Française.
- Angelina Jolie, actrice américaine, enceinte, a accouché à Nice en 2008.
- Dominique Guillo, comédien, a fait ses classes au Conservatoire de Nice.
- Michèle Laroque, comédienne née à Nice.
- René Lefèvre, acteur et scénariste né le 6 mars 1898 à Nice.
- Philippe Léotard, comédien, né à Nice.
- Gaby Morlay, comédienne, a fini ses jours à Nice où elle repose au cimetière de Saint-Antoine-de-Ginestière.
- Michèle Mercier, comédienne née à Nice, interprète du personnage d'Angélique, Marquise des Anges.
- Jean-Paul Moulinot, acteur, sociétaire de la Comédie Française, né à Nice, en 1912. Décédé en 1989.
- Noël-Noël a fini ses jours à Nice.
- Noëlle Perna, humoriste et comédienne niçoise.
- Raymond Pellegrin, acteur, né à Nice en 1925. Décédé en 2007.
- Maurice Ronet, acteur et réalisateur né à Nice le 13 avril 1927. Décédé le 14 mars 1983.
- Jacqueline Sassard, actrice née en 1940 à Nice.
- Olivier Sitruk, comédien et producteur né à Nice.
- Jacques Toja, né à Nice en 1929, comédien, sociétaire et administrateur de la Comédie-Française (1979-1983).
- Dominique Valadié, née à Nice en 1952. Molière de la meilleure comédienne pour La Dame de chez Maxim (1991).

## Danseurs
- Marc Ribaud, danseur, chorégraphe et maître de ballet français né à Nice le 5 juillet 1966. Depuis 2008, il dirige le Ballet royal suédois.
- Gilbert Serres, danseur, pédagogue de la danse, écrivain né à Nice en 1947.
- Isadora Duncan, décédée tragiquement à Nice.
- Caroline Otero, danseuse franco-espagnole y est décédée.

## Entrepreneurs
- Jean-Louis Beffa, président d'honneur et administrateur de Saint-Gobain[18] né à Nice.
- Gérard Eymery, ancien président directeur général de France Télécom Multimedia (Wanadoo) né à Nice.
- Fabrice Grinda, entrepreneur et business angle est issu d'une vieille famille niçoise et a grandi à Nice.
- Pierre Hemmer, chef d'entreprise suisse spécialiste d'Internet, est décédé à Nice.
- Max Holste, est un avionneur industriel français né à Nice le 13 septembre 1913
- Marc Ladreit de Lacharrière, dirigeant d'entreprise né le 6 novembre 1940 à Nice (Alpes-Maritimes)[19].

## Écrivains et auteurs
- Christine Angot, a vécu à Nice de 1985 à 1992 et y a commencé à écrire[20].
- Guillaume Apollinaire, ancien élève du Lycée Masséna[21].
- Olympia Alberti, née à Antibes en 1950, écrivaine, vit à Nice.
- Louis Aragon, poète et écrivain, a vécu à Nice de 1941 à 1942 avec sa femme Elsa Triolet
- Georges Ayache, écrivain et avocat, a résidé à Nice.
- Théodore de Banville, auteur de La Mer de Nice.
- Jacques Barbéri, écrivain français de science-fiction, né le 14 juillet 1954 à Nice.
- Marie Bashkirtseff, a souvent résidé à Nice.
- Claude Ber, poète et écrivain, née à Nice en 1948.
- Sophie Braganti, écrivaine, poète et critique d'art, née à Nice en 1963.
- Michel Butor, écrivain, a longtemps vécu à Nice et fait don à la ville d'une partie importante de sa bibliothèque. Avec Henri Maccheroni, il fonda la Villa Arson en 1982.
- Eugène Caïs de Pierlas (1842-1900) historien du comté de Nice.
- Charles Calais (1883-1914), poète, né et mort à Nice.
- Paul Déroulède (1846-1914), poète, auteur dramatique, romancier et militant nationaliste, mort au Mont-Boron, à Nice.
- Maryline Desbiolles, écrivain, a fait ses études et a vécu à Nice.
- Mačko Dràgàn, journaliste, auteur et activiste anarchiste vivant à Nice.
- Max Gallo, historien et romancier, membre de l'Académie française, né à Nice en 1932.
- Romain Gary, écrivain, a passé son adolescence à Nice.
- Nicolas Gogol, écrivain russe a habité plusieurs mois à Nice.
- Michel Grisolia, écrivain né à Nice en 1948.
- Joseph Joffo, coiffeur et auteur (surtout de récits autobiographiques) notamment du livre à grand succès Un sac de billes — écrit avec l'aide de Claude Klotz (Patrick Cauvin) — relatant sa vie pendant la Seconde Guerre mondiale de jeune juif fuyant les persécutions et dont toute une partie a pour cadre Nice.
- Gabriel Josipovici, écrivain britannique né à Nice en 1940.
- James Joyce, écrivain irlandais, a débuté l'écriture de Finnegans Wake à Nice[22]
- Alphonse Karr, a longtemps vécu à Nice.
- Joseph Kessel, passe son adolescence à Nice et étudie au Lycée Masséna[23]
- Serge Klarsfeld a été réfugié à Nice pendant la seconde guerre mondiale.
- Eva Kotchever, écrivaine juive américaine réfugiée à Nice, y a été arrêtée en 1943 avec son amie Hella Olstein. Elles ont été toutes deux assassinées au camp de la mort d'Auschwitz. Le Mémorial de la Shoah, ainsi que les villes de Paris et de New York, lui ont rendu un hommage public.
- Jean-Claude Lattès, éditeur et écrivain né à Nice. Il est le fondateur des Éditions Jean-Claude Lattès
- Jean-Marie Gustave Le Clézio, écrivain né à Nice en 1940. Le prix Nobel de littérature lui est décerné en 2008
- Gaston Leroux, (1868-1927), écrivain, mort et enterré à Nice[24].
- Emmanuel Lochac termina sa vie à Nice, où il est inhumé.
- Jean Lorrain, a résidé à Nice
- Heinrich Mann, écrivain allemand (et frère de l'écrivain célèbre Thomas Mann) a vécu à Nice
- Jean Marquet, écrivain français, a résidé à Nice puis y est mort en 1954.
- Ernest Charles Théodore dit Erwan Marec, a vécu à Nice après son rapatriement et y est mort. Administrateur général de l'Inscription maritime, érudit et archéologue[25].
- Théo Martin (1895-1976), poétesse, auteur dramatique, journaliste, a fondé le Salon des poètes de Nice
- Raoul Mille (1941-2012), a vécu à Nice de 1957 à sa mort.
- Patrick Modiano, a écrit et résidé à Nice[26].
- Thyde Monnier, écrivain provençale féministe, a vécu et est décédée à Nice.
- Bernard Morlino, écrivain et journaliste né à Nice en 1952.
- William Navarrete, né à Cuba en 1968, écrivain franco-cubain, romancier, passe une partie de l'année à Nice.
- Friedrich Nietzsche, passe ses hivers de 1883 à 1887 à Nice et sa région[27].
- Louis Nucera, écrivain et journaliste, né en 1928, Grand Prix de littérature de l'Académie française.
- Michel Orcel, écrivain et traducteur, ancien pensionnaire de l'Académie de France à Rome, est de vieille origine nissarde et vit à Nice depuis 2010.
- Jean d'Ormesson, écrivain a passé son baccalauréat au Lycée Massena[28]
- Daniel Pennac, écrivain, a passé une partie de son enfance et adolescence à Nice[29],[30] et a passé sa maîtrise de lettre à l'Université de Nice[31]
- Brice Pelman[32], journaliste, scénariste, traducteur et romancier français, décédé le 17 octobre 2004 à Nice.
- Joseph-Rosalinde Rancher, écrivain de langue niçoise né et mort à Nice.
- Patrick Raynal, auteur de roman noir, a longtemps vécu à Nice.
- Alain Roullier (1946-2014), écrivain.
- Henri Sappia (1833-1906), érudit et historien local, fondateur de la revue Nice Historique.
- Jean-Luc Sauvaigo créateur de la ratapinhata nova, écrivain, auteur, peintre niçois
- Gilbert Serres, danseur, pédagogue et écrivain né à Nice en 1947.
- Michel Séonnet, écrivain né à Nice en 1953
- Robert William Service, écrivain et poète écossais, connu pour ses poèmes sur la Ruée vers l'or dans le grand nord Canadien, vécut à Nice de 1929 à 1940[33].
- Jean Siccardi, né à Nice, écrivain.
- Anton Tchekov, écrivain russe passe de nombreux hivers à Nice.
- Elsa Triolet, écrivaine née en Russie, a vécu à Nice de 1941 à 1942 avec son mari Louis Aragon
- Didier Van Cauwelaert, écrivain né à Nice en 1960, lauréat du prix Goncourt en 1994 pour Un aller simple.
- Eugène-Melchior de Vogüé, né à Nice en 1848.
- Olivier Weber, écrivain, journaliste, ambassadeur de France, a passé une partie de son enfance et adolescence à Nice.
- Valérie Zenatti, écrivain et scénariste pour le cinéma est née à Nice en 1970.

## Hommes de loi
- Mario Bettati, Doyen de la Faculté de droit de Paris-Sud concepteur du droit d'ingérence humanitaire
- René Cassin, ancien élève du lycée Masséna, juriste et diplomate, prix Nobel de la paix en 1968.
- Éric de Montgolfier, procureur de la République à Nice.
- Thierry Lévy, avocat, né à Nice.

## Personnalités politiques
- Alexandre II de Russie, Tsar, ayant passé nombre de ses hivers à Nice où il a fait édifier la chapelle du tsarévitch Nicolas Alexandrovitch, son fils, mort à Nice.
- Virgile Barel, père de Max Barel, député des Alpes-Maritimes et maire de Nice à la Libération.
- Alexandre Baréty, médecin, historien et conseiller municipal de 1878 à 1881.
- Léon Baréty, fils du précèdent, né à Nice en 1883.
- Jean-Jacques Beucler, ministre, mort à Nice en 1999.
- Franck Biancheri, un des pères du programme ERASMUS et fondateur du Leap/Europe2020, né à Nice.
- Alfred Borriglione, maire et député de Nice sous la Troisième République.
- Giambattista Bottero, né à a Nice, homme politique italien[34].
- François Braida (1756-1835), juriste et homme politique franco-italien, préfet napoléonien de Marengo en 1801.
- Bernard Brochand, homme politique et maire de Cannes, né à Nice en 1938.
- Eric Ciotti, né à Nice en 1965.
- Jacques Cotta, maire de Nice de 1945 à 1947.
- Pascal Durand, secrétaire d'EELV issu d'une famille niçoise et se revendiquant "niçois" dans ses interviews à la presse[35].
- Christian Estrosi, né à Nice en 1955, ancien pilote de course motocycliste, ancien ministre, maire de Nice.
- Léon Gambetta (1838-1881), enterré à Nice.
- Pierre Gioffredo (1629-1692), homme d’État et historien piémontais né à Nice[36].
- Giuseppe Garibaldi (Nice, 1807-1882) marin, aventurier, général, homme politique et patriote italien surnommé le "Héros des Deux Mondes".
- Sophie Lavagna, femme politique monégasque, née à Nice.
- François Malausséna, avocat, premier maire de la ville après son rattachement à la France en 1860.
- Jean Médecin, maire de Nice.
- Jacques Médecin, maire de Nice.
- Mohammed VI, roi du Maroc, a obtenu le titre de Docteur en droit à l'université de Nice Sophia Antipolis.
- Émile Périn (1887-1965), homme politique né à Nice.
- Jacques Peyrat, maire de Nice, député.
- Philippe Olmi (1891-1980), homme politique né à Nice[37].
- César Ossola (1848-1915), homme politique, député des Alpes-Maritimes, décédé à Nice.
- Flaminius Raiberti, né à Nice en 1862, ministre de la Guerre et ministre de la Marine[38].
- Jacques Richard (homme politique) (1918-2010), décédé à Nice.
- Humbert Ricolfi, vice-président de la Chambre et député, né à Contes en 1886.
- Antoine Louis François Sergent dit Sergent-Marceau, peintre, graveur et aquatintiste du xviiie siècle[39].
- Jacques Toubon, né à Nice en 1941.
- Simone Veil, femme politique française, première présidente du Parlement européen, née à Nice en 1927.
- Rosa Vercellana, dite La Bella Rosina (1833-1885), née à Nice, maîtresse, puis épouse morganatique du roi d'Italie Victor-Emmanuel II, qui lui accorda le titre de comtesse de Mirafiori et Fontanafredda.
- la reine Victoria, reine du Royaume-Uni de Grande-Bretagne et d’Irlande a séjourné de nombreux hivers à Nice[40],[41].
- Jacques Albiser : acteur territorial actif via son engagement associatif à la Jeune Chambre Économique de Nice Côté d’Azur
- Christelle D'Intorni, avocate, députée de la 5e circonscription des Alpes-Maritimes née à Nice en 1985.
- Philippe Pradal, député de la 3e circonscription des Alpes-Maritimes, maire de Nice de 2016 à 2017, premier adjoint au maire de Nice de 2013 à 2016 et de 2017 à 2020, né à Nice en 1963.
- Alexandra Masson, députée de la 4e circonscription des Alpes-Maritimes, née à Nice en 1971.
- Alexandra Martin, députée de la 8e circonscription des Alpes-Maritimes, née à Nice en 1968.

## Journalistes
- Georges-Marc Benamou,né le 30 mars 1957 à Saïda, est un producteur de cinéma et journaliste français. longtemps journaliste à Nice Matin
- Michèle Cotta[42], née à Nice en 1937, fille de l'ancien maire de la ville Jacques Cotta.
- Bruno de Cessole, né le 23 août 1950 à Nice.
- Eric Fottorino, journaliste et écrivain[43], est né le 26 août 1960 à Nice.
- Marielle Fournier, journaliste, née à Nice.
- Paul Gordeaux auteur de bande dessinée, journaliste, historien, critique dramatique, homme de lettres et humoriste français, né en 1891 et mort à Nice en 1974[44]
- Jean-Bernard Hebey, né à Nice en 1945, journaliste d'arts sur France Culture et sur France 2[45]
- Jean Lanzi, né le 11 avril 1934 à Nice.
- Julien Lepers ancien étudiant en droit de l'université de Nice journaliste, animateur radio, présentateur de télévision.
- Georges Marion, né Simon Baruch né à Nice, le 18 mai 1943 journaliste[46].
- Alain Marschall, journaliste de radio et de télévision, né le 18 août 1963 à Nice
- Alban Mikoczy, ancien journaliste à Nice Matin, présentateur de télévision sur France 2.
- Évelyne Pagès, journaliste à RTL pendant 20 ans, est née à Nice
- Gabrielle Sainderichin (1925-2016), née Veillon, à Nice. Productrice et animatrice TV

## Militaires
- Antonin Betbèze (1910-1993), colonel de l'armée de l'air, Compagnon de la Libération, décédé à Nice.
- Laurent Bovis (1912-1963), sous-officier du Bataillon de Génie de la 2e DB, Compagnon de la Libération, né et décédé à Nice.
- Albert Chareyre (1915-1946), Compagnon de la Libération.
- Édouard Corniglion-Molinier (1898-1963), général, sénateur, député, Compagnon de la Libération.
- Louis Delfino (1912-1968), général français de l’armée de l’air né à Nice.
- Pierre Delsol (1909-1987), officier français, Compagnon de la Libération, mort à Nice.
- Gaspard Eberlé (1764-1837), général français de la Révolution et de l’Empire ; gouverneur de Nice (1802-1814).
- Yves Ezanno (1912-1996), général, Compagnon de la Libération, décédé à Nice.
- Philippe Fratacci (1917-2002), officier de l'armée de terre puis de la gendarmerie, Compagnon de la Libération, né à Nice.
- Michel Girardot (1759-1800), militaire mort à Nice.
- François Goiran (1847-1927), général, ministre de la guerre en 1911, maire de Nice (1912-1919).
- Édouard Laurent (1896-1972), général, résistant, Compagnon de la Libération, mort à Nice.
- André Lugiez (1910-1969), résistant, Compagnon de la Libération, décédé à Nice.
- André Masséna, maréchal du Ier Empire, né à Nice en 1758.
- Billy Mitchell, général américain, pilote et pionnier de l’aviation militaire est né à Nice.
- Rémond Monclar (1894-1972), Compagnon de la Libération, décédé à Nice.
- Anatoli Nossovitch (1878-1968), officier russe, décédé à Nice.
- Bernard Nut, lieutenant-colonel, tué en mission en 1982 près de Nice.
- Jean Orbello (1902-1953), Compagnon de la Libération.
- Rémy Raffali, né à Nice, officier de la Légion Etrangère mort à Saïgon. Le camp du 2e Régiment Etranger de Parachutistes de la Légion Etrangère à Calvi porte son nom.
- Antoine Soulheirac (1743-1799), général de brigade de la Révolution française mort à Nice.
- Albert Souques (1890-1952), officier français, Compagnon de la Libération, mort à Nice.
- Alexandre Ter Sarkissoff (1911-1991), officier français, Compagnon de la Libération, mort à Nice.

## Musiciens
- Jean Aquistapace, est un chanteur d'opéra et un acteur français, né le 22 août 1882 à Nice où il est mort le 20 octobre 1952[47].
- Bernard Arcadio, né à Nice, musicien et chef d'orchestre
- Philippe Auguin, né à Nice, musicien et chef d'orchestre[48].
- Hector Berlioz, compositeur, a effectué trois séjours à Nice[49],[50].
- Henri Betti, compositeur et pianiste, né le 24 juillet 1917 à Nice.
- Hélène Boschi, pianiste Franco-suisse (1917-1990), juive, réfugiée à Nice de 1940 à 1943.
- Eugène Bozza, violoniste, chef d'orchestre et compositeur (1905-1991)
- Lionel Bringuier, né à Nice en 1986, musicien et chef d'orchestre
- André Ceccarelli, né à Nice en 1946, musicien de jazz
- François Chassagnite, trompettiste de jazz, est décédé à Nice en 2011[51]
- Charles Coda (1874-1924), compositeur[52]
- Georges Delrieu (1905-1966), éditeur, musicien
- Henri-Claude Fantapié, compositeur, chef d'orchestre et musicologue. Né à Nice en 1938
- James Fawler, né à Nice en 1945, cofondateur du groupe Les Chats Sauvages avec son frère John Rob et Dick Rivers
- Feder, DJ, de son vrai nom Hadrien Federiconi, né à Nice
- Félix Fourdrain, compositeur et organiste, né à Nice en 1880
- Shirley Bunnie Foy (1936-2016), chanteuse et percussionniste de jazz
- Louis Genari (1871-1952), avocat, écrivain et compositeur
- Richard Galliano, accordéoniste de jazz a étudié la musique au Conservatoire de Nice
- Marc Grivel, compositeur, né à Nice en 1954
- François Guisol (1803-1874), acteur, poète, compositeur
- Jacques-Fromental Halévy, compositeur, mort à Nice le 17 mars 1862
- Hyphen Hyphen, groupe d'electro pop formé au Lycée Masséna.
- Maurice Jaubert, compositeur (1900-1940)
- Maurice Journeau, compositeur (1898-1999)
- Marie-Josèphe Jude, pianiste née à Nice en 1968
- David Kadouch, né à Nice en 1985, pianiste
- Francis Lai, né à Nice en 1932, compositeur[53]
- Armas Launis compositeur, né en Finlande en 1884, mort à Nice en 1959
- Anne-Sophie Llorens, née à Nice le 25 mars 1977, guitariste et professeure au Conservatoire de Nice.
- Pierrette Mari, compositrice.
- Luc Martinez musicien, designer sonore et concepteur multimédia.
- Bohuslav Martinů, compositeur (1890-1959)
- Møme, compositeur de musique électronique, né à Nice
- Jouan Nicola, fondateur en 1925 du groupe La Ciamada Nissarda, né à Nice en 1895
- Paganini, violoniste et compositeur Italien mort à Nice en 1840
- Vincent Peirani, accordéoniste de jazz, est niçois
- Pino Presti, bassiste, arrangeur, compositeur, chef d'orchestre, producteur de musique[54]
- John Rob, né à Nice en 1942, cofondateur du groupe Les Chats Sauvages en 1961 avec Dick Rivers
- Bibi Rovere, contrebassiste de jazz a vécu à Nice de 1978 jusqu'à sa mort en 2007
- Igor Stravinsky, compositeur a composé nombre de ses œuvres à Nice où sa famille emménage en 1924
- Piotr Ilitch Tchaïkovski, compositeur, a effectué plusieurs séjours à Nice[55]
- Olivier Derivière, compositeur de musique de jeux vidéo, né en 1978 à Nice
- The Avener, DJ, de son vrai nom Tristan Casara, né en 1987 à Nice
- Patrick Vaillant, mandoliniste, compositeur-parolier et interprète français d'expression plurielle (occitan niçois et français) vit à Nice
- Nux Vomica, groupe artistique et musical d'expression nissarda
- Barney Wilen, saxophoniste de jazz est né à Nice en 1937

## Pâtissiers et cuisiniers
- René Fontaine (Né en 1946), maître chocolatier, meilleur ouvrier de France en 1976. Installé à Nice

## Philanthropes
- Angelo Donati, a résidé à Nice de 1942 à 1943, banquier juif italien[56].
- Florenty Pavlenkov, éditeur et philanthrope, y est mort.

## Justes parmi les nations
Les 67 Justes parmi les nations de Nice.
- Catherine Allio
- Michel Blain
- Dominique Brandone
- Louise Brandone
- Dominique Brondolo
- Suzanne Brondolo
- Joséphine Chopin
- Jeannette Commeignes
- Gilberte Crampon
- Maguy Cros
- Cécile Cuccaroni
- Julia Cuillerier
- Georges Curti
- Jeanne Curti
- Joseph Curti
- Alfred Daumas
- Berthe de Lespinasse
- Charles-Julien de Lespinasse
- Olga de Mahs
- Marcelle Durand
- Philippe Durand
- Sœur Emmanuelle
- Daniel Évrard
- Édmond Évrard
- Ida Évrard
- Louis Évrard
- Françoise Froment
- Hélène Gagnier
- Pierre Gagnier
- Olga Girard
- René Girard
- Éléonore Giribone
- François Giribone
- Henriette Gret
- Andrée-Marie Guigues
- Victorine Lazerme
- Jean Léaustic
- Katherine Lipner
- Alfred Long
- Hélène Long
- Victor Longagna
- Caroline Mari
- Jacques Mari
- Angèle Mauro
- Louis Mauro
- Georges Mazet
- Pierre Merli
- Simone Médici Vidal
- Paul Nguyen Cong Anh
- César Ottino
- Madame Ottino
- Pierre Péteul
- Germaine Rajbaut
- Clémentine Riccobono
- Alphonsine Rives
- Jean Rives
- Jean-Baptiste Robert
- Sœur Rose
- Pierre Roubaudi
- Jean Rous
- Jeanne Rous
- Eugène Seguin
- Rose Seguin
- Vincent Siméoni
- Albina Stacchiotti
- Adeline Tafani
- Josette Tafani
- Sébastien Tafani
- Simone Zazzeri

## Scientifiques, philosophes, universitaires, intellectuels
- Yves Agid, médecin neurologue, académicien, scientifique français spécialisé dans les neurosciences né à Nice en 1940
- Jean-Baptiste Barla (Nice, 1817-1896), botaniste
- Alfred Binet (Nice, 1857 - Paris, 1911), fondateur de la psychologie expérimentale
- Adolphe Blanqui (Nice, 1798 - Paris, 1854), économiste libéral
- Henri Broch (Nice, 1950 , physicien
- Michael Bruter, Professeur de science politique a la LSE, Directeur du Electoral Psychology Observatory, ne a Nice en 1975
- Albert Calmette (Nice, 1863 - Paris, 1933), inventeur du vaccin antituberculeux dit « BCG »
- Henry Cavendish (Nice, 1731 - Londres, 1810), physicien et chimiste anglais
- Merieme Chadid 1969, astronome, astrophysicienne et exploratrice.
- Paul Couteau (1923-2014), astronome spécialiste mondial des étoiles doubles
- Joseph de Maistre homme politique et philosophe contre - révolutionnaire est issu d'une famille originaire du Comté de Nice
- Jean-Dominique Cassini, (1625-1712)[58], astronome français né à Perinaldo), dans le comté de Nice
- Jean Dieudonné, mathématicien, mort à Nice en 1992, ancien doyen de la faculté de sciences de Nice
- Jacques Duran, né en 1942 à Nice, est un physicien français[59]
- Célestin Freinet, né en 1896 à Gars dans les Alpes-Maritimes, est un pédagogue français[60]
- Emmanuel Gabellieri, est un philosophe français né à Nice le 27 décembre 1957[61]
- Vladimir Golenichtchev, mort le 5 août 1947 à Nice, est un égyptologue russe[62]
- Magnus Hirschfeld (Kolberg, 1868 – Nice, 1935), médecin allemand, sexologue, et l'un des pères fondateurs des mouvements de libération homosexuelle[63]
- Dominique Janicaud, philosophe, décédé en 2002, professeur à la faculté de lettres de Nice
- Jean-Marc Lévy-Leblond, physicien et essayiste. Professeur émérite à l’université de Nice
- Paul Montel, mathématicien né à Nice en 1876
- Marius-Paul Otto, chimiste niçois[64]
- Paul Ozenda, né le 30 juin 1920 à Nice, est un botaniste[65]
- Jean Poirier (1921-2009) est un ethnologue, sociologue et juriste. Il a été professeur à la Faculté des lettres de Nice de 1969 à sa mort, survenue à Nice le 2 juillet 2009[66]
- Antoine Risso (Nice, 1777 - id., 1845), naturaliste
- Serge Voronoff (1866 – 1951), chirurgien français d'origine russe qui devint célèbre pour sa technique de greffe de tissus de testicules de singes sur des testicules d'hommes[67]
- Juana Whitney, pédagogue hispano-britannique, née à Nice en 1857.
- Monique Zerner, spécialiste de l'hérésie au Moyen Âge[68]

## Sportifs
- Claude Arabo, (1937-2013) quintuple champion de France d'escrime en sabre de 1960 à 1965. Médaille d'argent en sabre aux Jeux Olympiques de Tokyo en 1964. Né et mort à Nice
- Daniel Sanchez, ancien Footballeur et Entraîneur de l’OGC Nice ainsi que de plusieurs clubs en France et à l'Etranger
- Yannick Agnel, nageur, double champion olympique s'est entraîné à Nice
- Morgan Amalfitano, footballeur, né à Nice
- Benjamin André, footballeur, né à Nice. Champion de France L1 2021 (Lille)
- Aurore Asso, apnéiste, née à Nice
- Johan Audel, footballeur, né à Nice
- Xavier Barachet, handballeur international, né à Nice
- Dominique Baratelli, ancien gardien de but de l'équipe de France de football, né à Nice
- Fabien Barel, champion du monde de VTT descente, né à Nice
- André Moynet, (1921-1993) homme politique français, pilote
- Jean Behra (1921-1959), pilote automobile, né à Nice
- Nicolas Bernardi, pilote de rallye automobile champion de France 2005, né à Nice
- Oriane Bertone, grimpeuse, née à Nice
- Jules Bianchi, pilote automobile, né en 1989 et décédé en 2015 à Nice
- René Bocchi, ancien footballeur, né à Nice
- Surya Bonaly, patineuse artistique, née à Nice
- Alexy Bosetti, footballeur, né le 23 avril 1993 à Nice.
- David Casteu, pilote moto, né à Nice
- Alizé Cornet, joueuse de tennis, née à Nice
- Mariette Hélène Delangle connue également sous le nom d'Hellé Nice (1900-1984), pilote automobile, décédée à Nice
- Jean-Pierre Dick, marin né à Nice, vainqueur de la transat Jacques Vabre
- Mathieu Faivre, skieur alpin, né à Nice
- Jean Franco, alpiniste, chef d'expédition dans l'Himalaya
- Charles Gregorini (1928-2020), coureur cycliste, né et décédé à Nice
- Damien Grégorini, gardien de but, né à Nice
- Tom La Ruffa, connu également sous le nom de Sylvestre Lefort, catcheur né à Nice.
- Loïc Leferme, champion d’apnée, mort à Villefranche-sur-Mer, a découvert l’apnée à Nice.
- Clément Lefert, nageur, né à Nice
- Suzanne Lenglen (1899 - 1938) joueuse de tennis[69]
- Éric Roy, ancien footballeur né à Nice. Entraîneur de l’OGC Nice, section foot L1
- Laurent Sciarra, basketteur international né à Nice
- Camille Pin, joueuse de tennis, née à Nice
- Lionel Letizi, né à Nice, ancien gardien de but international
- Hugo Lloris, gardien de but de Tottenham et de l’équipe de France, né à Nice
- Pierre Molinéris, coureur cycliste ayant participé au Tour de France 1949. Né à Nice le 21-5-1920.
- Christophe Moni, ancien international français de rugby, né à Nice
- Camille Muffat, nageuse, championne olympique, née à Nice et décédée en 2015
- Maurice Munter (1935-2023), coureur cycliste décédé à Nice
- Guillaume Nery, apnéiste niçois, champion du monde individuel : en poids constant[70]
- Yannick Noah, ancien élève au lycée du Parc-Impérial
- Nastasia Noëns, skieuse, née à Nice
- Diane Parry, tenniswoman, née à Nice en 2002.
- Ferdinand Payan, cycliste
- Loïc Pietri, champion du monde de judo, né à Nice
- Christophe Pinna, ancien champion du monde de karaté, né à Nice
- Grégoire Puel, footballeur, né à Nice
- Fabio Quartararo pilote moto, né à Nice le 20 avril 1999, premier champion du monde français de la catégorie MotoGP
- Roger Ricort, ancien footballeur né à Nice
- Séra Martin, (1906-1993) champion du monde du 800 m, né à Nice
- Malang Sarr, footballeur, né à Nice
- Gilles Simon, joueur de tennis, né à Nice
- Serge Simon, joueur de rugby à XV, né à Nice
- Jean-François Tordo, ancien capitaine de l’équipe de France de rugby, né à Nice
- Nicolas Vouilloz, champion du monde de VTT, champion de France des rallyes[71], né à Nice
- Malik Tchokounté, footballeur franco-béninois du Stade Malherbe de Caen
- Marcel Volot,(1917- 2014) ancien international de rugby à XV et à XIII, ancien entraîneur et dirigeant du Stade niçois
- Karen Smadja-Clément (1999-), skieuse alpine, née à Nice
- Jacques Ochs (1883-1971), escrimeur belge double champion olympique, par ailleurs peintre et dessinateur, né à Nice.

## Télévision
- Thierry Ardisson, animateur TV, est issu par ses parents d'une vieille famille niçoise
- Catherine Barma, productrice de télévision, est née à Nice
- Céline Bosquet, journaliste TV, est née et a grandi à Nice.
- Bertrand Chameroy, animateur de télévision, est né à Nice
- Denise Fabre, présentatrice TV
- Fabrice, animateur TV et de radio, né à Nice
- Marielle Fournier, présentatrice TV
- Évelyne Leclercq, animatrice TV[72].
- Jean Lanzi, journaliste, présentateur, né à Nice en 1934.
- Michel Malaussena, producteur et réalisateur de télévision français né à Nice le 16 février 1954
- Ophélie Meunier, animatrice TV a vécu 10 ans à Nice[73]
- Maxime Musqua, chroniqueur, a fait ses études à Nice.
- Stéphanie Renouvin, journaliste et chanteuse, est née à Nice.
- Bruno Roblès, animateur TV et animateur radio né le 14 avril 1967 à Nice.
- Marc Toesca, animateur TV et radio est né à Nice

## Divers
- Colette Audry, dramaturge, romancière, scénariste et dialoguiste française.
- Marcel Bovis, photographe, écrivain, né à Nice en 1904.
- Joseph Canta, entrepreneur italien, mort à Nice en 1937.
- Élodie Costa, chanteuse, comédienne et influenceuse, née en 1981 à Nice
- Cyprien, blogueur, podcasteur et animateur français, né en 1989 à Nice.
- Morgane Dubled, mannequin français, né à Nice en 1984.
- Jeanne Dubut (1889-1972), peintre y est morte.
- Alain Faragou, architecte paysagiste, né à Oran en 1952, professe à Nice.
- Félix Faraut (1846-1911), ingénieur, explorateur d'Angkor, conseiller et ingénieur en chef du roi Norodom Ier, né à Nice.
- Ethan Berrebi, vidéaste né en 2002 à Nice
- Charles Géniaux, romancier, journaliste et photographe, décédé à Nice en 1931.
- Magnus Hirschfeld, médecin, militant pour la cause homosexuelle, mort à Nice en 1937.
- John Houlding, fondateur du Liverpool F.C. [74]
- Emil Jellinek, fondateur de la marque automobile allemande Mercedes, enterré à Nice en 1918.
- Madame Claude, proxénète à la tête d'un réseau de prostitution qui travaillait pour des dignitaires de gouvernements, des diplomates et des hauts fonctionnaires. Morte à Nice.
- Gérard Majax, homme de spectacles, est né à Nice.
- Thérèse Martin, devenue Sainte Thérèse de Lisieux, a vécu avec sa sœur Céline dans une résidence près de la promenade des Anglais. Une plaque commémorative est apposée.
- Marcos de Niza, explorateur franciscain né à Nice vers 1495 et mort au Mexique en 1558.
- Ferdinand Norris, prince duc Norreys de Longjumeau, un des principaux donateurs de la BNVR[Quoi ?].
- Caroline Otero, dite « La Belle Otero »[75], morte à Nice en 1965.
- Jean-Raymond Pacho, peintre et explorateur parti à la découverte de la Cyrénaïque.
- Léo Roman, inventeur du ski nautique, né à Nice.
- Catherine Ségurane, héroïne niçoise du XVIe siècle.
- Albert Spaggiari, photographe, auteur en 1976 d'un vol dit « casse du siècle », à l'agence de la Société générale de l'avenue Jean-Médecin à Nice.
- Alfred Van Cleef, fondateur de Van Cleef & Arpels, enterré en 1938 au carré israélite du cimetière du Château[76] à Nice.
- Stephane Rousson, aventurier, né à Nice[77].